# Cydonie Mothersille
Cydonie Camille Mothersille (née le 19 mars 1978 à Kingston en Jamaïque) est une athlète des îles Caïmans spécialiste du 200 mètres.

## Carrière
En 2001, Cydonie Mothersille se classe cinquième du 200 mètres des Championnats du monde d'Edmonton, mais obtient finalement la médaille de bronze de l'épreuve à la suite des disqualifications pour dopage des Américaines Marion Jones et Kelli White. Elle devient la première athlète féminine de son pays à décrocher une médaille mondiale, tout sports confondus.
Quatrième des Championnats du monde en salle 2003, elle remporte la médaille d'argent lors des Jeux panaméricains se déroulant à Saint-Domingue. Plus tôt dans la saison, elle avait porté son record à 22 s 45.
En 2014, Mothersille participe aux Jeux olympiques d'Athènes : elle remporte sa en série en 22 s 40, record personnel et national puis s'impose dans son quart de finale et confirme qu'elle peut intégrer la prestigieuse finale. Mais lors des demi-finales, elle termine 5e de la course en 22 s 76, échouant à s'y qualifier.
En 2005 et 2007, elle prend la 8e place des Championnats du monde puis réussit la même performance aux Jeux olympiques de Pékin, sa 1re finale olympique à 30 ans.
Sélectionnée dans l'équipe des Amériques lors de la première édition de la Coupe continentale, en 2010 à Split, elle termine troisième de l'épreuve du 200 m derrière la Russe Aleksandra Fedoriva et l'Ukrainienne Elizaveta Bryzhina. 
Le 11 octobre à New Delhi, Cydonie Mothersille remporte son premier titre international majeur à l'occasion des Jeux du Commonwealth. Elle s'impose dans le temps de 22 s 89 devant l'Anglaise Abiodun Oyepitan et devient la première sportive des îles Caïmans titrée lors de cette compétition, seul le sauteur en longueur Kareem Streete-Thompson était parvenu à atteindre le podium (3e en 2002).
Elle est par la suite enceinte. Elle accouche d'une petite fille en 2013 et annonce en 2014 renoncer à sa participation aux Jeux du Commonwealth à Glasgow pour pouvoir se consacrer à l'éducation de sa fille.
Elle met un terme à sa carrière en 2015.

## Palmarès
| Date | Compétition                                      | Lieu           | Résultat | Discipline | Temps   |
| ---- | ------------------------------------------------ | -------------- | -------- | ---------- | ------- |
| 1996 | Championnats du monde juniors                    | Sydney         | 6e       | 100 m      | 11 s 51 |
| 1999 | Jeux panaméricains                               | Winnipeg       | 5e       | 200 m      | 23 s 40 |
| 2001 | Championnats d'Amérique centrale et des Caraïbes | Guatemala      | 1re      | 200 m      | 22 s 51 |
| 2001 | Championnats du monde                            | Edmonton       | 3e       | 200 m      | 22 s 88 |
| 2002 | Jeux du Commonwealth                             | Manchester     | 5e       | 200 m      | 22 s 95 |
| 2003 | Championnats du monde en salle                   | Birmingham     | 4e       | 200 m      | 23 s 18 |
| 2003 | Championnats d'Amérique centrale et des Caraïbes | Grenade        | 1re      | 200 m      | 22 s 45 |
| 2003 | Jeux panaméricains                               | Saint-Domingue | 2e       | 200 m      | 22 s 86 |
| 2005 | Championnats d'Amérique centrale et des Caraïbes | Nassau         | 1re      | 200 m      | 22 s 26 |
| 2005 | Championnats du monde                            | Helsinki       | 8e       | 200 m      | 23 s 00 |
| 2006 | Jeux du Commonwealth                             | Melbourne      | 4e       | 200 m      | 23 s 01 |
| 2006 | Coupe du monde des nations                       | Athènes        | 7e       | 200 m      | 23 s 50 |
| 2007 | Championnats du monde                            | Osaka          | 8e       | 200 m      | 23 s 08 |
| 2008 | Jeux olympiques                                  | Pékin          | 8e       | 200 m      | 22 s 68 |
| 2009 | Finale mondiale                                  | Thessalonique  | 6e       | 200 m      | 22 s 83 |
| 2010 | Jeux du Commonwealth                             | New Delhi      | 1re      | 200 m      | 22 s 89 |
| 2010 | Jeux d'Amérique centrale et des Caraïbes         | Mayagüez       | 1re      | 200 m      | 22 s 91 |
| 2010 | Coupe continentale                               | Split          | 3e       | 200 m      | 23 s 41 |
| 2010 | Coupe continentale                               | Split          | 1re      | 4 × 100 m  | 43 s 07 |

## Records
| Épreuve          | Performance | Lieu         | Date            |
| ---------------- | ----------- | ------------ | --------------- |
| 60 m (en salle)  | 7 s 36      | Fayetteville | 14 février 2003 |
| 100 m            | 11 s 08     | Salamanque   | 5 juillet 2006  |
| 200 m            | 22 s 39     | Nassau       | 10 juillet 2005 |
| 200 m (en salle) | 22 s 82     | Liévin       | 23 février 2003 |